# Nikki McKibbin
Katherine Nicole McKibbin (Grand Prairie, Texas; 28 de septiembre de 1978-Arlington, Texas; 1 de noviembre de 2020), conocida como Nikki McKibbin, fue una cantante y compositora estadounidense, quien terminó en el tercer puesto en la primera temporada de American Idol. Antes de American Idol, Mckibbin apareció en la primera temporada de Popstars. En mayo de 2007 lanzó su álbum debut, Unleashed.

## American Idol
En 2002, Nikki apareció en American Idol, quedando en tercer lugar. Con la excepción de la semana de la década de 1960s, Nikki estuvo en el bottom 3 cada semana, un total de seis veces (incluida la eliminación).

## Carrera musical
Inmediatamente después de su paso en American Idol, Mckibbin firmó con 19 Management y RCA Records. Le recomendaron grabar un álbum country, pero ella estaba decidida a permanecer fiel a sus raíces de rock, entonces rechazó la idea. Estas diferencias creativas resultaron en la no producción del álbum.
Mckibbin fue a Angelfire Productions, una compañía de karaoke, pero después de American Idol, "salió del negocio karaoke" para centrarse en su carrera musical.
En mayo de 2005, Mckibbin se unió a la banda de rock Downside de Dallas. Hicieron varios shows juntos, incluyendo un show agotado en el Hard Rock Cafe en Dallas, pero debido a diferencias creativas y personales Mckibbin dejó la banda en septiembre de ese mismo año.
El álbum debut de Mckibbin Unleashed salió el 22 de mayo de 2007. Para la gira promocional de 2007, Mckibbin trabajó con la banda de heavy metal de Texas Rivethead.
En 2008 Mckibbin apareció en la segunda temporada del reality Celebrity Rehab with Dr. Drew de la VH1, en la que recibió tratamiento por cocaína y adicción al alcohol en el Pasadena Recovery Center (PRC).

### Vida personal
Mckibbin nació en Grand Prairie, Texas. Estaba casada y tenía hijos. Su esposo, Craig, apareció con ella en  Celebrity Rehab with Dr. Drew.

## Discografía

### Álbumes
- Unleashed (2007)
- Psychotrip (2012)

### Sencillos
- "To Be With You" (2006)
- "The Lie" (2006)
- "Naked Inside" (2007)
- "Save What's Left of Me" (2007)
- "Cry Little Sister" (2007)
- "Here to There" (2009)
- "Inconsolable" (2009)
- "Made It" (2011)
- "Celebrity High" (2011)